# Torero Stadium
O Torero Stadium é um estádio localizado em San Diego, Califórnia, Estados Unidos, possui capacidade total para 6.000 pessoas, é a casa do time de futebol San Diego Loyal SC que disputa a USL Championship e do time de futebol americano universitário San Diego Toreros football da Universidade de San Diego, o estádio foi inaugurado em 1961.